# Macha
För andra betydelser, se Macha (olika betydelser).

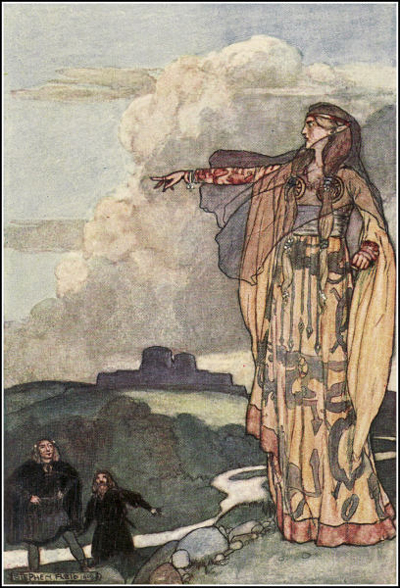
"Macha Curses the Men of Ulster", illustration av Stephen Reid från Eleanor Hull's The Boys' Cuchulainn, 1904

Macha (irländskt uttal: [ˈmaxə]) var en irländsk gudinna. Hon förknippas med krig, hästar, överhöghet, och platserna Armagh och Emain Macha i County Armagh, som fått sitt namn efter henne. Ett antal figurer med samma namn uppträder i irländsk keltisk mytologi, legender och historisk tradition. Alla förmodas stamma från samma gudom. 

## Macha, dotter till Partholón
En dikt i Lebor Gabála Érenn omtalar Macha som en av döttrarna till Partholón, ledare för de första invånarna efter översvämningarna i forna Irland, dock finns inget dokumenterat.

## Macha, fru till Nemed
En del källor berättar om en andra Macha som fru till Nemed, ledare av den andra generationen bosättare på Irland efter översvämningarna. Hon var den första av Nemeds folk som dog på Irland – tolv år efter deras ankomst enligt Geoffrey Keating, tolv dagar efter deras ankomst enligt Annals of the Four Masters. Det sägs att hon gav namn till Ard Mhacha—"Macha's high place", i staden Armagh– där hon begravdes.

## Macha, dotter till Ernmas
Macha, dotter till Ernmas, från Tuatha Dé Danann, förekommer i många tidigare skrifter. Hon omtalas tillsammans med sina systrar, Morrígan och Badb, dessa tre betraktas av många som en treenighet av gudinnor, (jungfrun, modern och den gamla) associerad med krig. O'Mulconry's Glossary, en sammanfattning av skrifter från 1200-talet, bevarad i Yellow Book of Lecan, beskriver Macha som "one of the three morrígna" (plural av Morrígan), och använder termen Mesrad Machae, "the mast [acorn crop] of Macha", som refererar till "the heads of men that have been slaughtered." En version av samma skrifter i MS H.3.18 identifierar Macha med Badb, trion av "korpens kvinnor" som provocerar fram krig. Keating är tydlig med att kalla dem gudinnor men medeltida irländska traditioner var noga med att ta bort alla spår av för-kristna religioner, så Macha blev enligt sägnen dödad av Balor i andra kriget vid Mag Tuired.

## Macha Mong Ruad
Macha Mong Ruad ("röda håret"), dotter till Áed Rúad var, enligt medeltida legender och historiska traditioner, den enda drottningen i listan, List of High Kings of Ireland. Hennes far skapade en rockad i kungadömet där Áed Rúad och hans kusiner, Díthorba och Cimbáeth, regerade sju år i taget. Áed dog efter sin tredje sjuårsperiod, och när det åter skulle ha varit Áeds tur att regera, gjorde Macha anspråk på tronen. Díthorba och Cimbáeth vägrade att låta en kvinna sitta på tronen, och ett krig startade. Macha vann, och Díthorba blev dödad. Hon vann även ett andra krig mot Díthorbas söner, som sedan flydde in i skogarna vid Connacht, och gifte sig med Cimbáeth, med vilken hon sedan delade tronen. Ensam jagade hon sönerna till Díthorba, förklädd till en spetälsk person, och fick på så sätt tag i dem en efter en. När de försökte ha sex med henne, band hon dem och förde alla tre till Ulster. De styrande männen i Ulster ville avrätta bröderna, men Macha gjorde dem till slavar och tvingade dem att bygga borgen Emain Macha (forntida borg nära Armagh), sedermera huvudstad i Ulaid. Macha regerade tillsammans med Cimbáeth i sju år innan han dog av pest vid Emain Macha, och ytterligare fjorton år som ensam regent, innan hon dödades av Rechtaid Rígderg. Lebor Gabála Érenn fastställer hennes regenttid till samma som Ptolemy I Soter (323-283 f.Kr.). Keatings kronolog Foras Feasa ar Éirinn daterar hennes regenttid till 468-461 f.Kr., Annals of the Four Masters till 661-654 f.Kr. 
Marie-Louise Sjöstedt skriver om Macha i sin Gods and Heroes of the Celts : ”I denna person, den andra Macha, finner vi en ny aspekt av en lokal gudinna, en krigare och dominator; detta kombineras med den sexuella aspekten på ett speciellt sätt, som även förekommer i andra myter och legender, där den manliga partnern domineras av kvinnan” 

## Macha, fru till Cruinniuc
Macha, dotter till Sainrith mac Imbaith, var fru till Cruinniuc, en bonde i Ulster. När hans första fru dog, dök hon upp vid hans hus och, utan att säga ett ord, började hon agera som hans fru. Så länge de var tillsammans ökade hans rikedomar. När han åkte till en festival organiserad av kungen i Ulster, varnade hon Cruinniuc att hon endast stannade så länge han inte berättade om henne för någon, och han lovade detta. Under en ridtävling skröt han med att hans fru kunde springa fortare än kungens hästar. Kungen hörde detta och krävde att hon blev hämtad för att bevisa Cruinniucs påstående. Trots att hon var höggravid, vann hon tävlingen mot kungens hästar och födde tvillingar vid mållinjen. Härefter kallades Ulsters huvudstad för Emain Macha, eller "Machas tvillingar". Hon skickade en förbannelse över männen i Ulster, som straff för sina smärtor under förlossningen, som gav dem stora besvär. Detta gjorde att inga män från Ulster, utom endast halvguden Cúchulainn, kunde delta i kriget vid Táin Bó Cuailnge (Boskapskriget vid Cooley). Denna Macha är speciellt associerad med hästar — anmärkningsvärt är att två hästar föddes samma datum som Cúchulainn, och att en av dessa fick namnet Liath Macha eller "Machas Grå" — samt att hon ofta jämförs med Walesiska mytologiska karaktären Rhiannon.

## Etymologi
I det keltiska lexikonet Proto-Celtic har det funnits ett feminint ord *makajā, vilket betyder ”enkel”, med en genitiv entalsform *makajās‘. Namnet Macha tros komma från det ena av dessa två ord.